# Sylvain Dumais
 (août 2015).
Si vous disposez d'ouvrages ou d'articles de référence ou si vous connaissez des sites web de qualité traitant du thème abordé ici, merci de compléter l'article en donnant les références utiles à sa vérifiabilité et en les liant à la section « Notes et références ».
Sylvain Dumais (né en 1978 à Sept-Îles, Québec, Canada) est un photographe canadien.

## Carrière

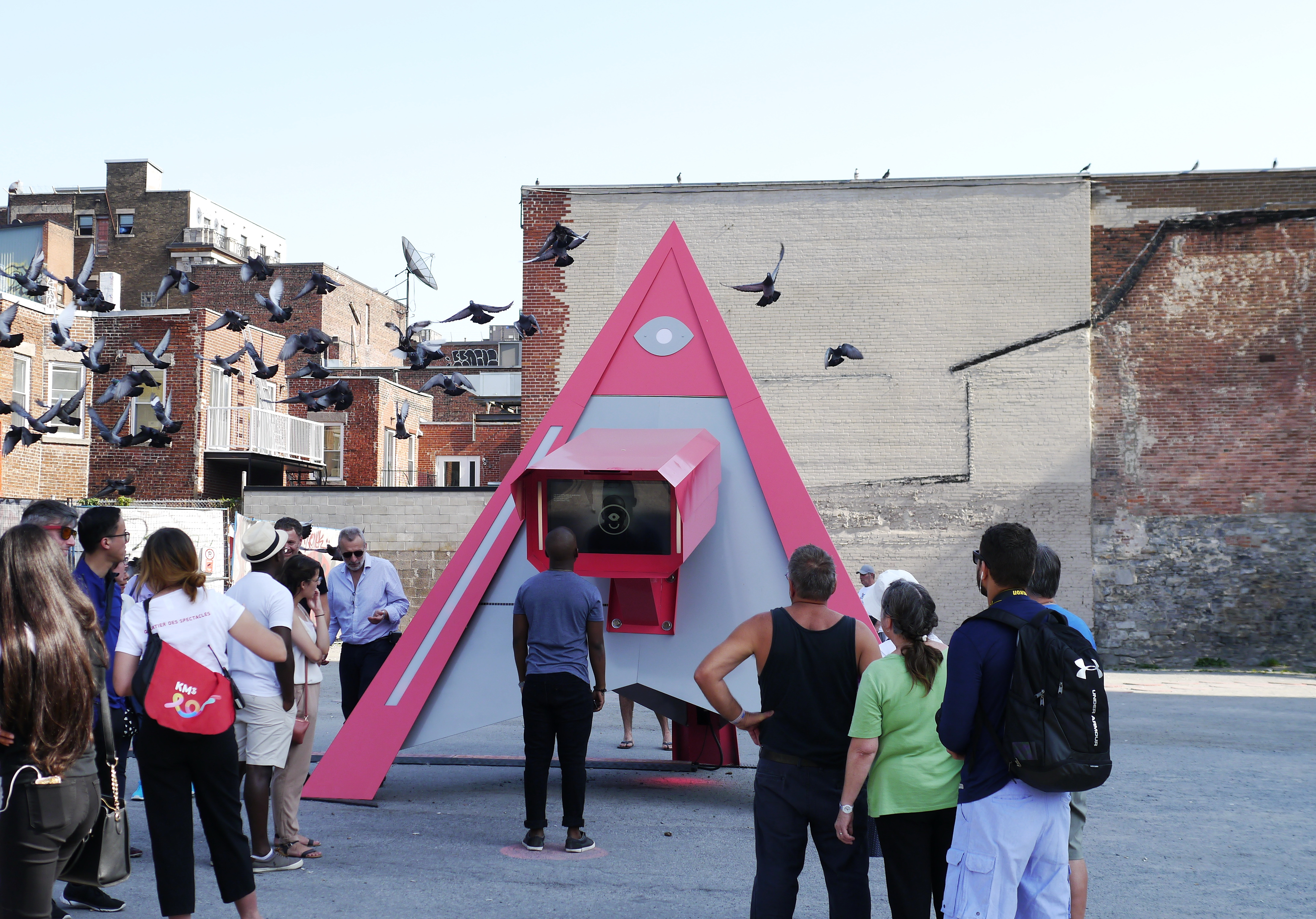
La machine à bienveillance, Quartier des Spectacles, 2017.

Il est autodidacte et exerce la profession de photographe depuis 2003. Travaillant quasi exclusivement pour le milieu culturel (musique et art), il est aussi artiste en art visuel et musicien (bassiste au sein de la formation Plywood 3/4).
Ainsi, il présenta sa première exposition solo, (dé)Routes, en avril 2005 à la galerie SAS, à Montréal. De plus, la même année, il participa comme musicien aux FrancoFolies de Montréal, au Coup de cœur francophone, au Festival de musique émergente et à la troisième édition de Pop Montréal.
Il a entre autres photographié Robert Charlebois, Jérôme Minière, Loco Locass, Paul Ahmarani et plusieurs autres personnalités marquantes du Québec.